# Окадзу
Окадзу (яп. おかず, お数; お菜; 御菜) — термін японської кухні для позначення гарнірів, які доповнюють рис.

## Короткий опис
Рис в Японії вважається не гарніром, а основною стравою, яку доповнюють окадзу. Термін окадзу виживають також стосовно невеликих перекусок. Прикладом окадзу може бути умебоші (маринований японський абрикос), який додається до рису.
Приблизний переклад терміну означає «доповнити їжу», «збагатити їжу». Термін виник в середовищі придворних дам в Період Муроматі.
Інший термін з подібним значенням — содзаї (яп. 惣菜).